# Banque centrale de Somalie
La Banque centrale de Somalie (en somali : Bankiga Dhexe ee Soomaaliya ; en arabe : البنك المركزي الصومالي) est la banque centrale de la république fédérale de Somalie.

## Histoire
Le 15 novembre 1920, la Banque d'Italie ouvrit une succursale à Mogadiscio. Il s'agissait de la première institution bancaire du Somaliland italienne,. Puis, en 1938, la Banque de Naples ouvrit une succursale à Mogadiscio. (La Banque de Naples remplaça la Caisse d'épargne de Turin, qui avait ouvert un bureau à Mogadiscio en 1932).
Le 1er juillet 1960, la République somalienne nouvellement indépendante créa la Banca Nazionale Somala (Banque nationale de Somalie) pour reprendre les activités de la Cassa per la Circolazione Monetaria della Somali et de la succursale de Mogadiscio de la Banca d'Italia. La nouvelle banque combinait les activités de banque centrale et de banque commerciale.
En 1968, le gouvernement civil de la République somalienne fusionna la Banque de crédit somalienne (Credito Somalo) avec la Banca Nazionale Somala. L'administration de tutelle précédente avait créé la Banque de crédit somalienne en 1954 dans le Territoire sous tutelle de Somalie.
Après le coup d'État sans effusion de sang de 1969 qui a vu l'accession au pouvoir de Mohamed Siad Barre, le gouvernement a nationalisé les quatre banques étrangères en 1971. Il a fusionné la Banque de Rome, la Banque de Naples et la Banque nationale et Grindlays pour former la Banque commerciale somalienne. Il a également créé la Banque d'épargne et de crédit somalienne, La Banque d'épargne et de crédit somalienne avait des succursales à Baidoa, Beledweyne, Berbera, Bosasso, Burco, Galkacyo, Qardho, Hargeisa et Kismaayo, et pendant un temps à Djibouti. La Banque d'épargne et de crédit somalienne a été créée grâce à l'assistance technique et à l'aide de l'Associazione Bancaria Italiana, dans le cadre d'une politique globale de coopération des caisses d'épargne européennes.
Le 8 février 1975, le gouvernement a rebaptisé la Banca Nazionale Somala en Banque centrale de Somalie (Bankiga Dhexe ee Soomaaliya). Il a également fusionné la Banque commerciale somalienne et la Banque d'épargne et de crédit somalienne (Cassa di Risparmio e Credito della Somalia) pour former la Banque commerciale et d'épargne de Somalie, alors la seule banque du pays. En 1990, la Banque commerciale et d'épargne de Somalie a cessé ses activités. À un moment donné, la Banque centrale de Somalie a également cessé ses activités.
En 2009, le gouvernement fédéral de transition a rouvert la Banque centrale de Somalie à Mogadiscio dans le cadre de sa campagne de restauration des institutions nationales. La Banque disposait d'une succursale supplémentaire à Baidoa, déjà opérationnelle et dotée de personnel.
En septembre 2013, Yussur A.F. Abrar a été nommée gouverneure de la Banque centrale de Somalie. Ancienne vice-présidente de Citigroup et vice-présidente de la gestion du risque de crédit chez American International Group, elle a été la première femme à occuper ce poste.  En avril 2014, le Cabinet fédéral a approuvé la nomination d'Isse au poste de gouverneur permanent de la Banque centrale. Maryan Abdullahi Yusuf a également été nommée vice-gouverneure.

## Liste de gouverneurs
| Rang | Nom                               | Mandat                            |  | Rang | Nom                      | Mandat                         |
| ---- | --------------------------------- | --------------------------------- |  | ---- | ------------------------ | ------------------------------ |
| 1er  | Abdi Aden Mohamed                 | (1962 - 1964)                     |  | 9e   | Mahmamud Mohamed Ulusow  | Mars 2001 - octobre 2005       |
| 2e   | Abdi Haji Abicar                  | (1964 - 1968)                     |  | 10e  | Bashir Isse              | 2006 - 2010                    |
| 3e   | Abdullahi Ahmed Addow             | (1968 - 1970)                     |  | 11e  | Abdullahi Jama Ali       | 2012 - Janvier 2013            |
| 4e   | Abdurahman Nur Herzi              | (1970 - 1977)                     |  | 12e  | Abdusalam H. Omer        | Janvier 2013 - Septembre 2013  |
| 5e   | Mohamud Jama Ahmed                | (1978 - 1983)                     |  | 13e  | Yussur A.F. Abrar        | Septembre 2013 – novembre 2013 |
| 6e   | Omar Ahmed Omar                   | (1983 - 1988)                     |  | 14e  | Bashir Isse              | Novembre 2013 - Avril 2019     |
| 7e   | Mahmud Muhommad Nur               | (1988 - 1989)                     |  | 15e  | Abdirahman M. Abdullahi, | Depuis Avril 2019              |
| 8e   | Ali Abdi Amalow                   | (1989 - 1990)                     |  |      |                          |                                |
| -    | Vacant (Janvier 1991 - mars 2001) | Vacant (Janvier 1991 - mars 2001) |  |      |                          |                                |